# Ivo Striedinger

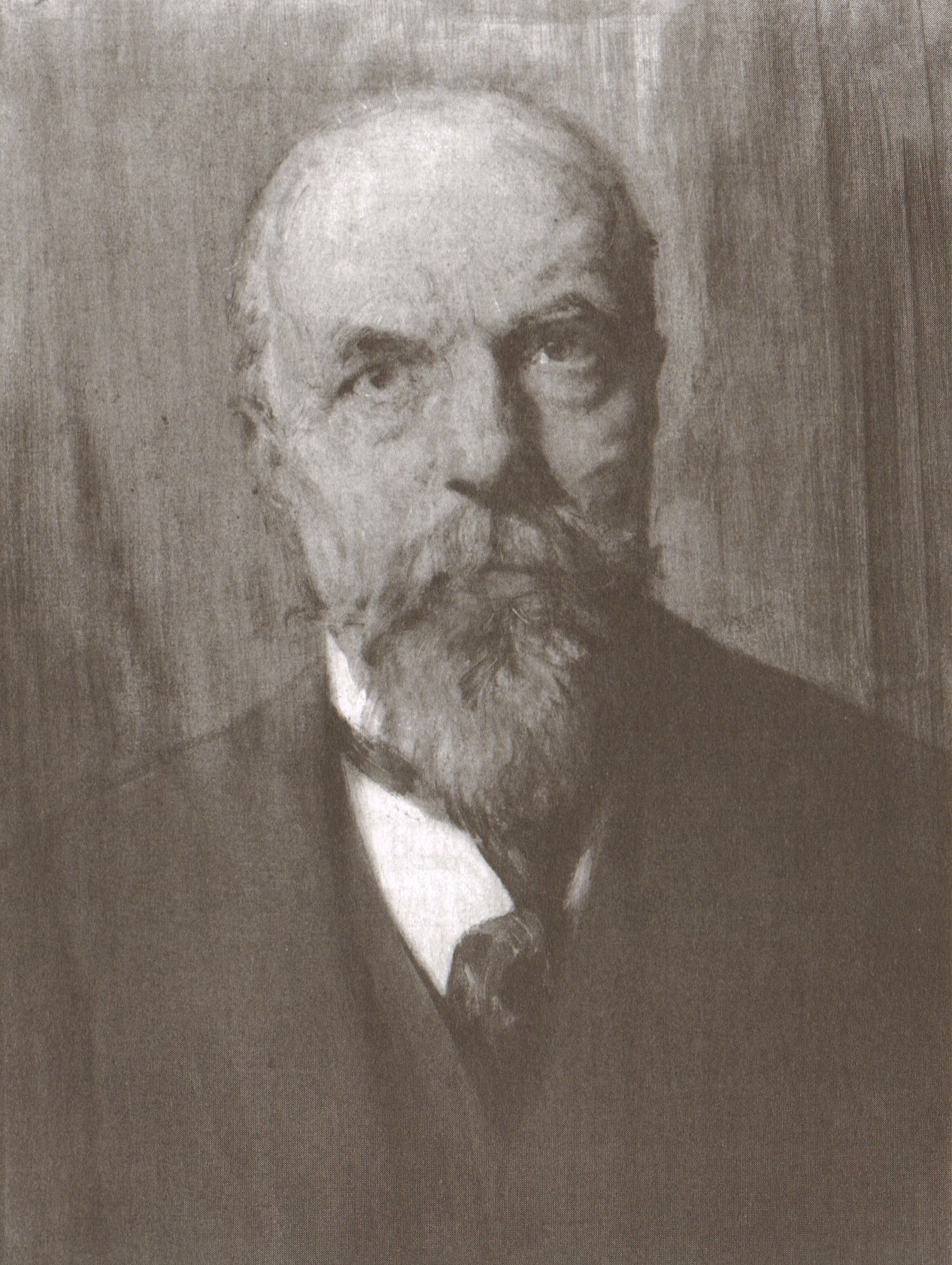
Ivo Striedinger

Ivo Striedinger (* 22. Juli 1868 in Bayreuth; † 3. Juni 1943 in Altötting) war Professor für Archivkunde an der Universität München und Direktor der Staatlichen Archive Bayerns.

## Leben
Der promovierte Historiker arbeitete als Archivar am Königlich Bayerischen Allgemeinen Reichsarchiv, seit 1921 Bayerisches Hauptstaatsarchiv.  Nach seiner Promotion 1890 war er bis 1893 redaktioneller Mitarbeiter der Deutschen Zeitschrift für Geschichtswissenschaft und von 1899 bis 1903 Schriftleiter des Oberbayerischen Archiv. Parallel durchlief Striedinger seine Ausbildung in den staatlichen Archiven Bayerns. Er redigierte von 1925 bis 1932 die Archivalische Zeitschrift. Ab 1928 war er Honorarprofessor an der Universität München für Archivkunde. Im September 1933 trat er in den regulären Ruhestand.
Striedinger war ein Kritiker der Prinzentheorie von der Abstammung Kaspar Hausers, wie er in seinem 1933 publizierten großen Literaturbericht Neues Schrifttum über Kaspar Hauser ausführlich dargelegt hat. Striedinger wurde 1929 zum außerordentlichen und 1939 einstimmig zum ordentlichen Mitglied der Kommission für bayerische Landesgeschichte gewählt. Die Bestätigung durch das Kultusministerium wurde jedoch nicht erteilt, weil seine Ehefrau Mischling ersten Grades sei.

## Werke (Auswahl)
- Der Kampf um Regensburg 1486–1492. In: Verhandlungen des historischen Vereins von Oberpfalz und Regensburg, Bd. 44(1890), Hefte 1 und 2, S. 1–88 und S. 95–205 (Digitalisate)
- Bayern in der Geschichte. In: Ludwig Ganghofer (Hrsg.): Das Land der Bayern in Farbenphotographie, Band 1, Berlin 1918. Daraus Striedingers undatierter Sonderdruck: (Digitalisat)
- Was ist Archiv-, was Bibliotheksgut? In: Archivalische Zeitschrift, 36 (1926), S. 151–163
- Der Goldmacher Marco Bragadino. Archivkundliche Studie zur Kulturgeschichte des 16. Jahrhunderts. In: Archivalische Zeitschrift, Beiheft 2, München 1928